# Holedeč
Holedeč (en allemand : Holletitz ou Holetitz, Groß Holletitz) est une commune du district de Louny, dans la région d'Ústí nad Labem, en République tchèque. Sa population s'élevait à 606 habitants en 2021.

## Géographie
Holedeč se trouve à 20 km au sud-ouest de Louny, à 56 km au sud-ouest d'Ústí nad Labem et à 67 km au nord-ouest de Prague.
La commune est limitée par Žatec au nord, par Liběšice à l'est, par Deštnice au sud-est, et par Měcholupy au sud-ouest et à l'ouest.

## Histoire
La première mention écrite du village remonte à 1318.

## Transports
Par la route, Holedeč se trouve à 6 km de Žatec, à 23 km de Louny, à 72 km d'Ústí nad Labem  et à 79 km de Prague.